# Francesc IV Gonzaga
Francesc IV Gonzaga (Màntua, 7 de maig del 1586 – Màntua, 22 de desembre del 1612) fou duc de Màntua i Montferrat per un breu període de mesos durant l'any 1612, succeint al seu pare.

## Biografia
Francesc era fill del duc Vicenç I Gonzaga i de la seva esposa Elionor de Mèdici. Va créixer a la cort de Màntua, un important centre artístic i cultural, des e l'època del seu avi. Claudio Monteverdi li va dedicar una composició musical a tres veus.
El 19 de febrer del 1608 Francesc es va casar, a Torí, amb la filla del duc de Savoia Carles Manuel I, Margarida. Aquest matrimoni era una maniobra política que afavoria a les dues famílies: per part dels Gonzaga perquè acabava amb una antiga rivalitat, ja que feia oficial l'aspiració dels Savoia que des d'antic havien tingut pel territori del Marquesat de Montferrat; per part dels Savoia, perquè assegurava la continuació de la dinastia i perquè augmentava el seu prestigi amb el parentiu adquirit.
A la mort del pare, Francesc va assumir el títol de duc, en una cerimònia a Màntua el 10 de juny el 1612. Durant el seu breu govern no es recorden fets remarcables, llevat del conflicte amb Ranuccio Farnese, duc de Parma, que ja havia estat enemic del seu pare. Ranuccio el va acusar d'ordir una conjura contra ell. La qüestió semblava que només es podria resoldre per les armes, però les accions diplomàtiques dels Savoia i de l'ambaixador de França van contribuir a portar la pau entre les dues parts.
Francesc es va preocupar per l'economia del ducat, que el seu pare havia exhaurit; va tractar de reduir les despeses i reorganitzar les finances de l'estat. El seu treball, però, aviat es va veure interromput: l'epidèmia de verola que va infestar Màntua va matar primer al seu petit fill Lluís i unes setmanes més tard, el 22 de desembre del 1612, també va causar la mort del duc. Va ser enterrat a la basílica de Santa Bàrbara.
El va succeir el seu germà Ferran I Gonzaga.

## Descendència
Del seu matrimoni amb Margarida de Savoia va tenir tres fills:
- Maria (1609 – 1660), que es va casar amb Carles, duc de Nevers i Rethel (1609 - 1631);
- Lluís (27 de juliol del 1611 – 3 de desembre del 1612);
- Elionor (12 de setembre del 1612 – 13 de setembre del 1612).